# سهار بعد سهار
سهار بعد سهار (السين ساكنة) هي أغنية من تأليف الأخوين رحباني، وألحان محمد عبد الوهاب، وغنتها فيروز عام 1961.

## الأغنية
- يمكن اعتبار فيروز أول مغنية عربية لا تنطلق شهرتها من مصر، بل من بلدها الأصلي لبنان، وكانت الوسيلة التي يقوم الأخوين رحباني باستخدامها لإيصال الثقافة اللبنانية إلى العالم العربي، وجاء الأخوان بأسلوب غناء يختلف عن الغناء المصري الذي يعتمد في جزء كبير منه على التطريب.
- كان إعجاب محمد عبد الوهاب بصوت فيروز كبيراً وقد سنحت الفرصة عام 1961 في لقاء فني معها تمثل في هذه الأغنية، وكان لحن الأغنية جميلاً، لكنه لم يبين الإمكانيات التي يمتلكها صوت فيروز في أداء الغناء على الأسلوب المصري، لكن تلك الإمكانيات سيبينها لحن ثان لعبد الوهاب وهو لحن قصيدة «سكن الليل» عام 1967.
- كان تلحين أغنية باللهجة اللبنانية من قبل عبد الوهاب تحدٍ كبير، وربما لم يكرر ملحن مصري آخر هذه التجربة، وقد أبدى عبد الوهاب في برنامج «النهر الخالد» اندهاشه من حرف التاء في البيت «سهار بعد سهار...ت يحرز المشوار»، حيث أن هذا الحرف يقابله في اللهجة المصرية كلمة «علشان» ومن الغريب فعلاً مدى قدرة حرف واحد عن التعبير عن هذا المعنى.

## وصلة خارجية
- تسجيل لأغنية سهار بعد سهار على يوتيوب
- كلمات أغنية سهار بعد سهار